# Aspidura
Aspidura es un género de serpientes ovíparas de la familia de los colúbridos. Son endémicas de Sri Lanka.

## Especies
Se distinguen las siguientes especies:
- Aspidura brachyorrhos (Boie, 1827)
- Aspidura copei Günther, 1864
- Aspidura deraniyagalae Gans & Fetcho, 1982
- Aspidura drummondhayi Boulenger, 1904
- Aspidura guentheri Ferguson, 1876
- Aspidura trachyprocta Cope, 1860